# Wade Williams
Pour les articles homonymes, voir Williams.
Wade Williams, né le 24 décembre 1961 à Tulsa, en Oklahoma, aux États-Unis, est un acteur Américain.
Il est surtout connu pour avoir tenu le rôle du capitaine Brad Bellick dans la série télévisée Prison Break.

## Biographie

### Jeunesse, formation & débuts
Wade Andrew Williams, est né 24 décembre 1961 à Tulsa, dans l'Oklahoma.

### Littérature
Il a étudié le théâtre à l'Université de Tutusa

### Premiers pas
Il a commencé sa carrière d'acteur au théâtre Delacorte de middle Park dans La maîtrise du museau avec Morgan Freeman et Tracey Ullman. Williams a également eu un rôle avec Denzel Washington dans Richard III. Williams a ensuite continué à faire des représentations à Broadway et à faire des tournées nationales dans des productions telles que Guys and Dolls, Les Misérables, Kiss of the Spider Woman, Ragtime et Show Boat.

### Carrière
Ses crédits de film incluent Flicka, Collateral, Ali et Erin Brockovich. En outre, Williams est également apparu à la télévision dans des séries telles que Charmed, Là-bas, Six Feet Under, 24, NYPD Blue, CSI et en tant que Père Cronin dans The Bernie Mac Show.
De 2000 à 2008, Williams a tenu le rôle de Brad Bellick, chef des agents de correction du pénitencier de Fox River State dans la série Prison Break.
Il a joué dans un épisode de la 8ème et dernière saison de Monk. Il a également participé au clip "Welcome to My Truth" du compositeur-interprète américain Anastacia.
Williams est apparu dans The Dark Knight Rises en tant que gardien de la prison de Blackgate, un hommage à son ancien rôle dans Prison Break.
En 2016, il apparaît dans l’épisode 9 de la saison 5 dans la série Grimm de David Greenwalt et Jim Kouf.

### Vie privée
Il est marié à sa femme Emma. Ils ont une fille nommée Kate et résident à Dallas

## Filmographie
- 1997 : Los Angeles Heat (saison 2, épisode 15) : Johnny Claringer
- 1997 : Star Trek : Voyager (saison 4, épisode 25) : Trajis Lo-Tarik
- 1998 : Le secret de la route 9 (Route 9) : Earl Whitney
- 1998 : Ally McBeal (saison 2, épisode 12) : Stanley Goodman
- 1998 : Le Caméléon (saison 3, épisode 7) : Desmond Blake
- 1998 : Chicago Hope (saison 5, épisode 8) : Jerry Peru
- 1998 : New York, Police Blues (saison 6, épisode 4) : Arnold Struel
- 1998 : Les Dessous de Palm Beach (saison 8, épisode 11) : Cliff Carpenter
- 1999 : Chien de flic 2 : Devon Lang
- 1999 : Candyman 3 : Le Jour des morts : Samuel Kraft
- 1999 : Urgences : l'homme qui se plaint d'une migraine (saison 6 épisode 1)
- 2000 : Erin Brockovich, seule contre tous : Ted Daniels
- 2000 : Walker, Texas Ranger (Saison 9, épisode 4) (série télévisée) : Jerome Cutter
- 2000 : De quelle planète viens-tu ? (What planet are you from?) de Mike Nichols : un extra terrestre
- 2001 : Charmed (Saison 3, épisode 16) (série télévisée) : un démon (un enquêteur) à la recherche de Cole Turner / Balthazar
- 2001 : Buffy contre les vampires (Saison 5, épisode 20) (série télévisée) : le général des Chevaliers de Byzance
- 2001 : X-Files : Aux frontières du réel (saison 8 épisode 9) (série télévisée) : Ray Pearce
- 2001 : Star Trek : Enterprise : Garos
- 2001 : Ali : Lieutenant Jerome Claridge
- 2001 : Six Feet Under : (Saison 1, épisode 9 ) Frère de Victor Wayne Paul Kovitch
- 2002 : Ken Park : Le père de Claude
- 2002 : 24 heures chrono : Robert « Bob » Ellis (saison 1 épisodes 15 et 16)
- 2002 : Boomtown : Paul Barnes
- 2002 : Les Experts : Las Vegas saison 3 épisode 6) : le père de Debbie Reston
- 2003 : Tru Calling (saison 1 épisode 14) : Carl
- 2003 : Les Experts : Miami : Jack Hawkins
- 2004 : Las Vegas : Richard Allen Wesley
- 2004 : Collatéral : un des fédéraux
- 2005 : Kojak : Niko Manos
- 2005 : The Bernie Mac Show : Father Cronin
- 2005 - 2008 : Prison Break : Capitaine Brad Bellick (rôle principal saisons 1 à 3 et saison 4 épisodes 1 à 10)
- 2005 : Over There : Ryder
- 2006 : Flicka : Wade
- 2009 : Esprits criminels (saison 5, épisode 4) : Détective Andrews
- 2009 : Monk (Saison 8, épisode 12) (série télévisée) : Capitaine Frank Willis
- 2010 : Bones (Saison 5, épisode 20) (série télévisée) : Sheriff Gus Abrams
- 2011 : Burn Notice (Saison 5, épisode 3) (série télévisée) : Carter
- 2011 : Mentalist (Saison 4, épisode 5) (série télévisée) : Jack
- 2011 : Chase : Alvin Hawkins
- 2012 : The Dark Knight Rises : Le directeur de la prison de Blackgate
- 2012 : Batman, The Dark Knight Returns : Harvey Dent / Double Face (Voix)
- 2012 : Opération cupcake (Operation Cupcake) (TV) : Harley
- 2012 : Common Law (TV) : Timothy Mullen
- 2012 : Touch : Braeden
- 2013 : NCIS : Enquêtes spéciales : Larry Purcell
- 2013 : Gangster Squad : Rourke
- 2014 : Revenge (série télévisée) : un gardien de prison
- 2014 : Le Pari (Draft Day) d'Ivan Reitman : O'Reilly
- 2014 : Night Shift (série télévisée) (saison 1, épisode 8) : Max Leonard
- 2016 : Grimm (série télévisée) (saison 5, épisode 9) : Mark Holloway (wesen)
- 2016 : Elementary (série télévisée) (saison 5, épisode 11) : Un suspect
- 2016 : Westworld (série télévisée) : Capitaine Norris
- 2016 : Scorpion (série télévisée) (saison 2, épisode 3) : Warden
- 2017 : The Blacklist (série télévisée) (saison 4, épisode 20) : Le collectionneur de dettes
- 2018 : Venom de Ruben Fleischer : Le gardien de prison
- 2018 : Darkest Minds : le gardien du camp
- 2019 : 3 From Hell : Buford Tuttle
- 2019 : Back Fork

## Voix françaises
En France, Marc Alfos était la voix française régulière de Wade Williams. Depuis son décès, plusieurs comédiens se sont succédé.
En France
| - Marc Alfos (*1956 - 2012) dans (les séries télévisées) : - Preuve à l'appui - Kojak - Prison Break - Esprits criminels - Monk - Burn Notice - Jean-Luc Atlan dans (les séries télévisées) : - Vegas - Code Black | Et aussi - Daniel Beretta (*1946 - 2024) dans Chien de flic 2 - Richard Leblond (*1944 - 2018) dans Candyman 3 : Le Jour des morts - Jean-Yves Chatelais (*1953 - 2018) dans Erin Brockovich, seule contre tous - Jean-Pierre Leroux dans Buffy contre les vampires (série télévisée) - Vincent Grass dans Boomtown (série télévisée) - Patrick Messe dans Opération cupcake (téléfilm) - Patrice Melennec dans The Dark Knight Rises - Jérôme Pauwels dans Batman: The Dark Knight Returns (voix) - Bernard Métraux dans Crisis (série télévisée) - Jean-François Aupied dans Blacklist (série télévisée) - Marc Bretonnière dans Very Bad Nanny (série télévisée) - Paul Borne dans Darkest Minds : Rébellion - Stéphane Bazin dans Cowboy Bebop (série télévisée) |